# Блахніца-де-Сус
Блахніца-де-Сус (рум. Blahnița de Sus) — село у повіті Горж в Румунії. Входить до складу комуни Сечелу.
Село розташоване на відстані 215 км на захід від Бухареста, 24 км на північний схід від Тиргу-Жіу, 92 км на північ від Крайови.

## Населення
За даними перепису населення 2002 року у селі проживали 567 осіб, усі — румуни. Усі жителі села рідною мовою назвали румунську.